# Margaret Weston
Margaret Kate Weston, DBE, FMA (Oakridge, Gloucestershire, Inglaterra, 7 de março de 1926 - 12 de janeiro de 2021) foi uma museóloga e diretora do Science Museum, em Londres.

## Vida
Margaret Weston nasceu em Oakridge, Gloucestershire, filha do diretor escolar e educada no Stroud High School.
Dedicou grande parte de sua vida ao Science Museum de Londres, chegando a diretora no final de sua carreira, entre 1973 e 1986, sucedendo a Sir David Follett. Foi fundamental no estabelecimento do National Museum of Photography, Film and Television (hoje o National Media Museum), em Bradford, durante a década de 1980. 

## Morte
Margaret morreu em 12 de janeiro de 2021, aos 92 anos.

## Honrarias
Margaret Weston foi condecorada com a Ordem do Império Britânico (Order of the British Empire(DBE)). Ela também é Membro da Associação de Museus (Fellow of the Museums Association (FMA)).

## Ligações Externas
- Margarete Weston. no IMDb.